# Аномальний магнітний момент
Аномальний магнітний момент — відхилення величини магнітного моменту елементарної частинки від значення, що передбачається квантовомеханічним релятивістським рівнянням руху частинки. У квантовій електродинаміці аномальний магнітний момент електрона і мюона обчислюється методом радіаційних поправок (пертурбативним методом), у квантовій хромодинаміці магнітні моменти частинок, що взаємодіють сильно (адронів), обчислюються методом операторного розкладання (непертурбативним методом).

## Значення для електрона

Фейнманівська діаграма однопетльової поправки до магнітного момента лептона.

Магнітний момент електрона обчислений з високою точністю. Його теоретична величина може бути подана як розклад у ряд за степенями сталої тонкої структури {\displaystyle \alpha } і (на 1978 рік) задається формулою:
{\displaystyle \mu _{theor}=\mu _{0}\left[1+{\frac {\alpha }{2\pi }}-0,32848{\frac {\alpha ^{2}}{\pi ^{2}}}+1,184175{\frac {\alpha ^{3}}{\pi ^{3}}}+\dots \right]=1,001159652236(28)\mu _{0},}
де {\displaystyle \mu _{0}={\frac {e\hbar }{2m_{e}c}}} — магнітний момент електрона з теорії Дірака (магнетон Бора), {\displaystyle \alpha ={\frac {e^{2}}{\hbar {c}}}} — стала тонкої структури.
Експеримент (2003 рік) дає таке значення магнітного моменту електрона:
{\displaystyle \mu _{exp}=1,0011596521869(41)\times \mu _{0}}, з відносною похибкою {\displaystyle 4,0\times 10^{-12},}
Аномальний магнітний момент частинки зі спіном {\displaystyle 1/2} зручно подавати через так звану аномалію {\displaystyle a=(g-2)/2}. Для електрона експериментальні і теоретичні значення аномального магнітного моменту узгоджуються з високою точністю, експериментальне значення {\displaystyle a_{e}^{exp}=1159652193(4)\times 10^{-12}}, теоретичне значення {\displaystyle a_{e}^{theor}=1159652460\times 10^{-12}}.

## Значення для мюона
Теоретичне значення магнітного моменту для мюона в квантовій електродинаміці (в наближенні до другого порядку) задається формулою:
{\displaystyle \mu _{muon}={\frac {e\hbar }{2m_{\mu }c}}\left[1+{\frac {\alpha }{2\pi }}+0,76{\frac {\alpha ^{2}}{\pi ^{2}}}\right].}
Для уточнення теоретичного значення аномального магнітного моменту, окрім класичних поправок вищих порядків квантової електродинаміки з участю фотонів та лептонів, необхідно врахувати також внески діаграм з участю W, Z бозонів та бозона Хіггса, а також петльових діаграм з участю адронів. Якщо компоненти КЕД та електрослабкої взаємодії можна обчислити з великою точністю суто теоретично, внесок адронних петель потребує експериментальних значень відношення адронного та мюонного перерізів у електрон-позитронних зіткненнях. 
Станом на 2020 рік, теоретичне значення аномального магнітного моменту мюона в Стандартній Моделі складає
{\displaystyle \alpha _{\mu }^{SM}=116591810(43)\times 10^{-11}},
де число в дужках вказує на теоретичну похибку. Цей результат вважається "консенсусом" теоретиків всього світу, що вказує на те, що будь-які відомі процеси в Стандартній моделі можуть змінити це значення лише в межах вказаної похибки. Таким чином, відхилення від цього значення мають бути ознаками фізики за межами Стандартної моделі, тобто, якихось нових діаграм з участю нових частинок.  
В той же час, найточніший (станом на 2020 рік) експериментальний результат був отриманий 2006 року в Брукгейвенській національній лабораторії в експерименті E821:
{\displaystyle \alpha _{\mu }^{exp}=116592080(54)(33)\times 10^{-11}},
де числа в дужках – статистична та систематична похибки. 
Попри вражаючу успішність теоретичного передбачення (відхилення експериментального результату від теоретичного складає приблизно одну мільйонну), можна помітити відхилення в останніх знаках. Це відхилення є достатньо статистично значущим (3.7σ), але поки що не дотягує до загальноприйнятого порогу в 5σ для оголошення про відкриття фізики за межами Стандартної Моделі. Тим не менше, ця аномалія вважається однією із перспективних для відкриття "нової фізики". З 2018 року працює експеримент Muon g–2 в Фермілабі, що має на меті уточнити експериментальний результат, перші результати опубліковано у квітні 2021 року.

## Значення для нейтрона і протона
Власний магнітний момент для протона за модифікованим рівнянням Дірака повинен дорівнювати ядерному магнетону. Насправді він дорівнює {\displaystyle \mu _{p}=2,792847350(9)\times \mu _{N}}.
У нейтрона, відповідно до рівняння Дірака, не повинно бути магнітного моменту, оскільки нейтрон не несе електричного заряду, але дослід показує, що магнітний момент існує і становить приблизно {\displaystyle \mu _{n}=-1,91304272(45)\times \mu _{N}} з відносною похибкою {\displaystyle 2,4\times 10^{-7}}.
Аномальні магнітні моменти протона і нейтрона виникають через те, що протон і нейтрон насправді складаються з електрично заряджених кварків.
Відношення магнітних моментів нейтрона і протона {\displaystyle {\frac {\mu _{n}}{\mu _{p}}}=-{\frac {2}{3}}} пояснюється кварковою теорією.
Теоретичні значення магнітних моментів протона і нейтрона в рамках теорії КХД, добре узгоджуються з експериментальними даними, які були отримані Б. Л. Йоффе і А. В. Смілгою 1983 року. Вони становлять (в одиницях {\displaystyle \mu _{N}}): для протона:
{\displaystyle \mu _{p}={\frac {8}{3}}(1+{\frac {1}{6}}{\frac {a}{m_{p}^{3}}})=2,9(3),}
для нейтрона:
{\displaystyle \mu _{n}=-{\frac {4}{3}}(1+{\frac {2}{3}}{\frac {a}{m_{n}^{3}}})=-1,9(2),}
де {\displaystyle a=-(2\pi )^{2}<0\mid {\overline {q}}q\mid 0>~\approx ~0,55GeV^{3}} — вакуумне середнє кваркового поля (кварковий конденсат), яке визначається методами алгебри струмів з експериментальних даних з розпаду піона

## Магнітний момент кварка
Магнітний момент кварка в {\displaystyle g=2,79{\frac {m_{q}^{*}}{m_{p}}}} разів перевищує «магнетон кварка» {\displaystyle {\frac {e\hbar }{2m_{q}c}}}, де {\displaystyle m_{q}^{*}=m_{q}-U_{0}} — «зведена маса» кварка, {\displaystyle m_{q}} — маса кварка, {\displaystyle m_{p}} — маса протона, {\displaystyle U_{0}} — глибина потенціальної ями для кварка в нуклоні. Величина {\displaystyle g\approx 1}, згідно з експериментальними даними з електромагнітних розпадів.